# ブルキナファソの鉱業
ブルキナファソの鉱業は、主に金の産出が行われており、他、セメント、花崗岩、大理石、リン鉱石、軽石、その他の火山物質、および塩に限定されている。

## 児童労働問題
金産業では児童労働が一般的で、鉱山事故は珍しいことではなく、最も顕著な事例の1つは、パーコアにあるカナダ所有の亜鉛鉱山で8人の鉱山労働者が洪水によって地下に閉じ込められたというものである。2022年4月16日、ブルキナファソの乾季に予期せぬ洪水が発生した。他の作業員は安全に避難したが、行方不明の作業員8人は地表から520メートル以下で働いていた。

## 民営化と国営化
ブレーズ・コンパオレ政権下で、サンカラ路線の「修正」を行う一環として鉱山地理局の民営化を含む新自由主義政策を行った。外資の出所は、イギリス、カナダ、オーストラリア、アメリカなどの企業であるが、当然ながら多国籍企業もふくまれる。しかし、2024年現在クーデターにより軍事政権を率いるイブラヒム・トラオレは反仏かつサンカラの遺産を受け継ぐかのような左派的スタンスを取っているため、鉱業にどのような影響を及ぼすのかは不明である。

## 鉱山の新規開発
2020年代においても、金鉱山の新規開発は続けられている。2024年10月、セネガルで行われた「COPに抵抗するアフリカ人民」会合では、鉱山開発のために退去を強いられたコミュニティーから発言が行われている。